# KF Kukësi

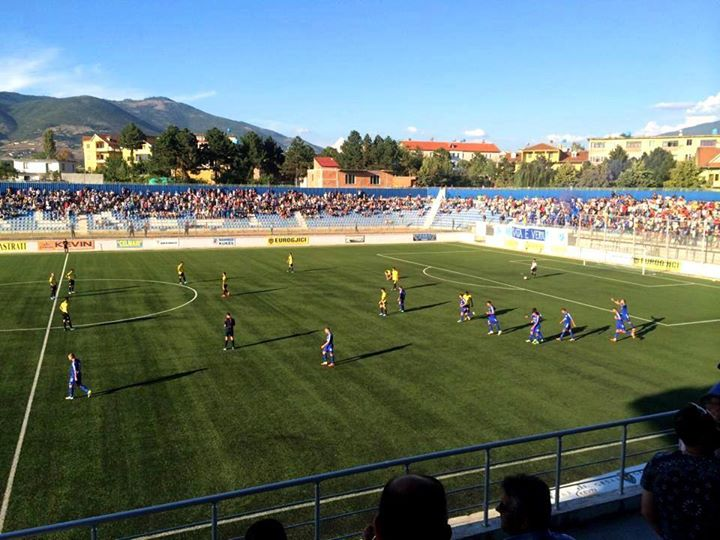
Wedstrijd in het Stadiumi Zeqir Ymeri

KF Kukësi is een Albanese voetbalclub uit Kukës.
De club werd op 4 maart 1930 opgericht als Shoqëria Sportive Kosov. Na in regionale competities gespeeld te hebben, kwam de club vanaf 1953 uit op het nationale derde niveau. In 1958 werd de naam veranderd in Klubi Sportiv Përparimi en in 1968 promoveerde de club naar de Kategoria e Parë (het tweede niveau). In 1977 werd middels het kampioenschap promotie behaald maar de club degradeerde snel weer. In 1982 werd Kukësi wederom kampioen op het tweede niveau. Na de val van het communisme in 1991 kreeg de club het financieel moeilijk en zakte weg. In 2010 werd de huidige naam aangenomen en een jaar later promoveerde de club weer naar het tweede niveau. In het seizoen 2011/12 werd de club tweede en promoveerde naar de Kategoria Superiore, de hoogste landelijke divisie in Albanië.
Na de behaalde tweede plaats in de Albanese competitie in het seizoen 2014/15 kwalificeerde Kukësi zich voor de voorrondes van de UEFA Europa League. Kukësi lootte in de derde kwalificatieronde het Poolse Legia Warschau. De wedstrijd in Albanië werd gestaakt nadat Legia-speler Ondrej Duda geraakt werd door een steen gegooid vanuit de tribune. Legia kreeg een 0-3 overwinning toegewezen. In de terugwedstrijd won Legia met 1-0, waardoor Kukësi uitgeschakeld was in Europa.
In 2016 won de club de Albanese voetbalbeker en Albanese Supercup. In 2017 werd Kukësi voor het eerst landskampioen. In 2018 eindigde Kukësi als tweede maar mocht toch deelnemen aan de kwalificatieronde voor de Champions League omdat kampioen Skënderbeu Korçë, wegens matchfixing, voor een periode van 10 jaar is geschorst voor Europese bekertoernooien.

## Erelijst
- Kategoria Superiore: 2017, 2018
- Albanese voetbalbeker: 2016, 2019
- Albanese Supercup: 2016
- Kategoria e dytë: 1977, 1982, 2011

## In Europa
KF Kukësi speelt sinds 2013 in diverse Europese competities. Hieronder staan de competities en in welke seizoenen de club deelnam:
- Champions League (2x)

2017/18, 2018/19
- Europa League (7x)

2013/14, 2014/15, 2015/16, 2016/17, 201819, 2019/20, 2020/21
Apolonia ·
Besa · 
Burreli ·
Erzeni ·
Flamurtari · 
Kastrioti ·
Korabi · 
Kukësi ·
Lushnja ·
Pogradeci ·
Valbona ·
Vora